# Chocheño
Chocheño (Chochenyo), jedno od plemena Costanoan Indijanaca čiji se teritorij nalazio uz istočnu obalu zaljeva San Francisco i u unutrašnjost do Mount Diabla, na područjima današnjih okruga Alameda i Contra Costa. Njihovi susjedi bili su Karkin na sjeveru i Tamyen na jugu. 
U vremenima utemeljenja misija, smješteni su 1776. na misiju San Francisco de Asís i 1797. na misiju San Jose, na kojima su mnogi pomrli od raznih bolesti. Danas potomaka imaju u plemenu Muwekma Ohlone.